# تک‌پرستی
تک‌پرستی یا مونولتریزم یا مونولتری (به انگلیسی: Monolatry یا Monolatrism، یونانی: μόνος (مونوس) = تک، و λατρεία (لتریا) = پرستش) اعتقاد به وجود چندین خدا است اما با پرستش متداوم تنها یک الهه یا رب‌النوع یا خدا. عبارت "monolatry" احتمالاً اولین بار توسط یولیوس ولهاوزن استفاده شده باشد.
تک‌پرستی با یکتاپرستی (به انگلیسی: Monotheism)، که تنها وجود یک خدا را مدعی می‌شود متفاوت است؛ همچنین با هنوتئیسم (به انگلیسی: Henotheism)، باوری دینی که در آن باورمند یک خدا را می‌پرستد، بدون این که امکان پرستش خداهای متفاوتی با اعتبار برابر توسط دیگران را منکر شود، نیز متفاوت است.

## آتنیزم

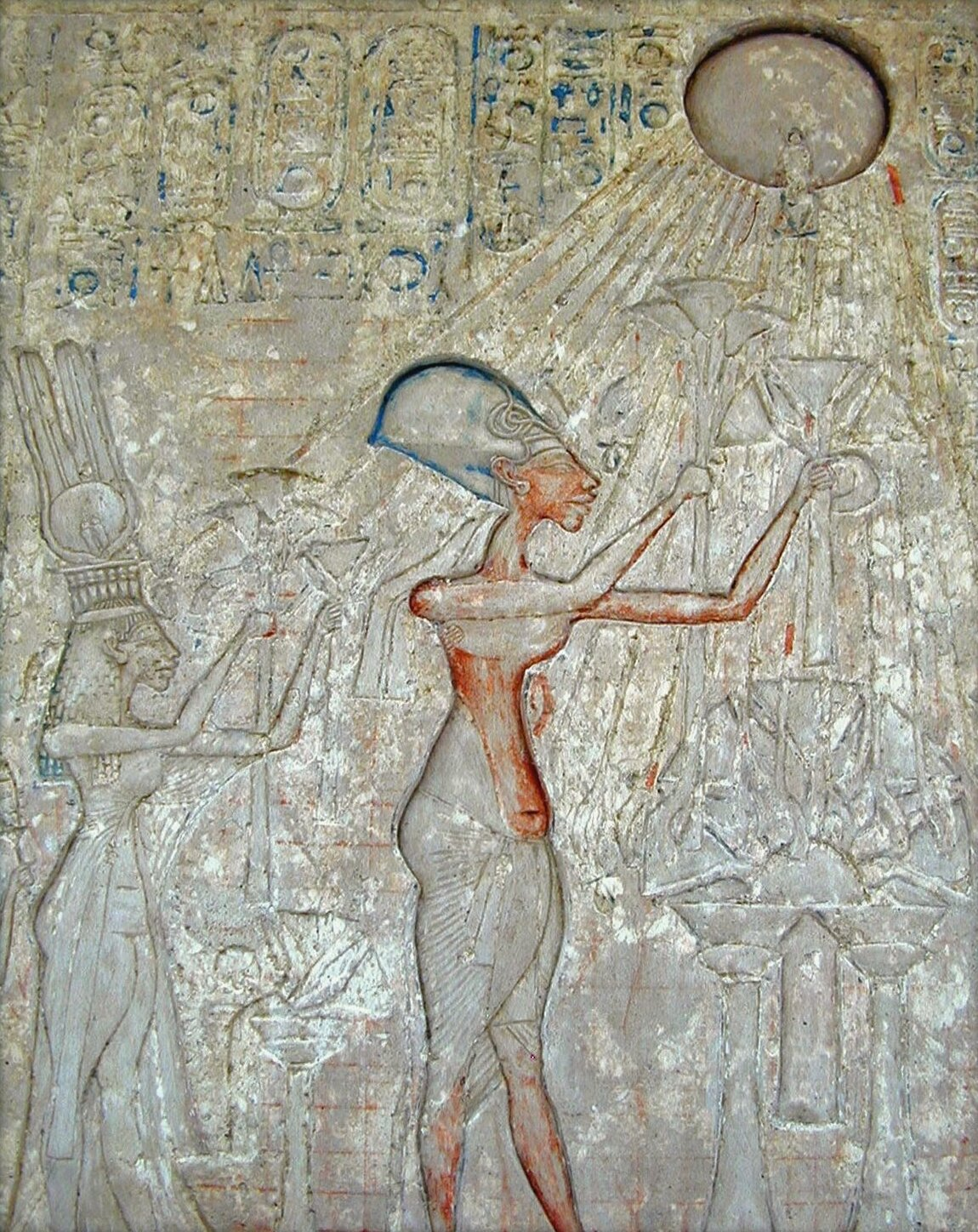
فرعون آخناتن و فامیلش در حال نیایش و پرستش آتن

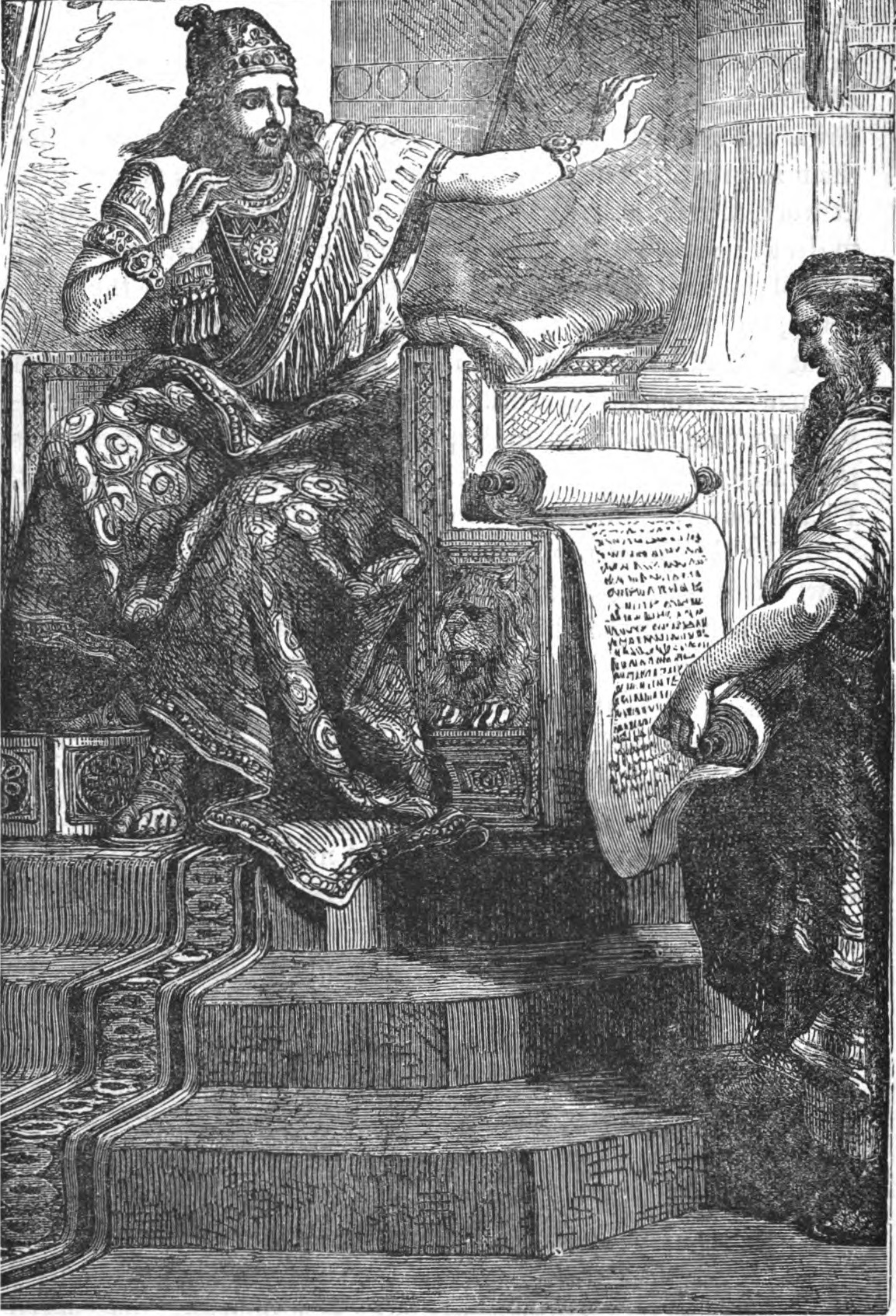
Josiah Hearing the Book of the Law
نگاره مربوط به 1873 میلادی

فرعون مصر باستان امن‌هوتپ چهارم، در ابتدا آتنیزم (یا آتنیسم) را در سال ۵ سلطنتش (۱۳۴۸/۱۳۴۶ قبل از میلاد)، در دوران دودمان هجدهم مرسوم کرد [یا عرضه کرد]. او آتن (یا آتون) را، به مقام والاترین خدا ارتقاء داد، الهه خورشید مصری که مجسم‌کننده قرص خورشید بود.
باور بر این است که سال پنجم سلطنت آمن هوتپ IV نشانه شروع ساخت و ساز برای پایتختی جدید است، به نام آختاتن (افق آتن) در مکانی که امروزه با عنوان عمارنه شناخته می‌شود. آمن هوتپ IV رسما نامش را به عنوان نشانه مورد پرستش جدیدش به آخناتن (مورد توافق یا مطلوب آتن) تغییر داد. به علاوه ساخت پایتختی جدید به افتخار آتن، آخناتن همچنین بر ساخت  بعضی از عظیم‌ترین مجموعه معابد در مصر باستان نظارت داشت، از جمله یکی در کرنک و یکی در تیبز (به انگلیسی: Thebes)، نزدیک معبد قدیمی آمون.
در سال نهم حکومتش (1344 الی 1342 قبل از میلاد)، آخناتن نسخه‌ای رادیکال تر از دین جدیدش را اعلان کرد، اعلان کرد که آتن نه صرفاً بالاترین خدای مصر بلکه تنها خدای مصر است، و خود او تنها واسطه بین آن و مردم مصر. ویژگی‌های کلیدی آتنیزم شامل منعی بر بت‌ها و دیگر تصویرسازی‌های آتن بود، به استثنای یک دیسک خورشیدی مشعشع که در آن پرتوها (عموما به صورتی تصویر شده‌اند که منتهی به دست‌ها می‌شوند) به نظر می رسند دهنده روح دیده نشده آتن را مجسم می‌کنند. آتن در نیایش‌ها توسط آخناتن، مورد خطاب قرار داده می شد، مانند سرود [روحانی] بزرگ برای آتن (به انگلیسی: Great Hymn to the Aten).
جزئیات الهیات آتنیست (به انگلیسی: Atenist) همچنان ناروشن است. طرد همه خدایان به جز یکی و ممنوعیت بت‌ها یک روپیچی رادیکال از  سنت مصری بود، اما بیشتر پژوهشگران آخناتن را به عنوان شاغل به تک پرستی می دانند، نه یکتاپرستی، از آن جا که با جدیت وجود دیگر خدایان را انکار نمی کرد؛ او صرفاً از پرستش هر خدایی به جز آتن اجتناب کرد. این دانسته شده‌است که آتنیزم تنها به آن صفت الهیت نمی داد. آخناتن آیین نیایش فرعون را ادامه، خود را پسر آتن اعلام کرد و مردم مصری را به پرستش خود تشویق کرد. مردم مصری باید آخناتن را پرستش می‌کردند؛ فقط آخناتن و نفرتیتی می‌توانستند آتن را مستقیما بپرستند.
در دوران حکومت جانشینان آخناتن، مصر به دین سنتی خود بازگشت، و آخناتن خودش به عنوان یک مرتد یا بدعت‌گذار مورد ناسزا یا دشنام گویی قرار گرفت.

## در اسرائیل باستان
بعضی مورخان استدلال می‌کنند که اسرائیل باستان در اصل به شکلی از تک‌پرستی و یاهنوتئیسم را می پرداخته است. هم Frank Eakin, Jr. و هم John Scullion، هر دو معتقدند موسی یک تک‌پرست بوده، و نه یک یکتاپرست، و John Day نظر می‌دهد که فرشتگان چیزی هستند که، وقتی یکتاپرستی اسرائیل را فراگرفت، خدایان دیگر به آن تبدیل شدند. John McKenzie بیان می‌کند: "در خاور نزدیک باستان وجود موجودیت‌های الهی به‌طور گسترده بدون شک و شبهه پذیرفته شده بود.... سوال این نبود که آیا فقط یک الوهیم وجود دارد یا نه، بلکه این بود که آیا الوهیمی مانند یهوه وجود دارد یا نه."